# Voo Avianca 011
O voo Avianca 011 foi um voo internacional regular entre Frankfurt e Bogotá com escalas em Paris, Madrid e Caracas. No dia 27 de novembro de 1983 o Boeing 747-283B que cobria o voo, com registro HK-2910X, caiu antes de aterrar no Aeroporto de Madrid-Barajas.
O trecho entre Frankfurt e Paris desse dia fora cancelado pela Avianca. Como resultado, os passageiros que tinham que embarcar no voo 011 em Frankfurt realizaram a viagem a Paris num avião da Lufthansa. Devido a que tiveram que aguardar por esses passageiros, a saída de Paris atrasou-se. Às 23h31 o aparelho começou a descer para o Aeroporto de Madrid-Barajas. Durante a descida o avião bateu numa uma colina, depois um segundo, e finalmente caiu contra o chão se desintegrando. Os seus 23 tripulantes, assim como 158 dos 169 passageiros morreram. A causa do acidente foi um erro do piloto ao determinar incorretamente a posição do avião  Até hoje o voo Avianca 011 é o segundo pior acidente aéreo na Espanha, atrás do acidente de Los Rodeos. A Avianca atualmente segue operando o voo 011, sendo um voo diário entre Madrid e Bogotá operado por um Boeing 787–8.

## Pessoas notáveis mortas
- Jorge Ibargüengoitia - romancista mexicano
- Ángel Rama - escritor, crítico acadêmico e literário uruguaio
- Rosa Sabater - pianista espanhola
- Manuel Scorza - romancista, poeta e ativista político peruano
- Marta Traba - escritora e crítica de arte argentina